# سارا سیلورمن
سارا کیت سیلورمن (انگلیسی: Sarah Kate Silverman؛ زادهٔ ۱ دسامبر ۱۹۷۰) کمدین، بازیگر و نویسندهٔ آمریکایی است. سبک کمدی او به تابوهای اجتماعی و موضوعات بحث‌برانگیز، از جمله نژادپرستی، تبعیض جنسی، همجنس‌گراهراسی، سیاست و مذهب می‌پردازد. او برای حضورش در تلویزیون برندهٔ دو جایزهٔ امی ساعات پربیننده شده‌است.

## بخشی از فیلم‌شناسی

### فیلم
- پیچ‌خورده (۲۰۰۰)
- بول‌ورث (۱۹۹۸)
- تحویل شبانه (۱۹۹۸)
- یه چیزی راجع به مری هست (۱۹۹۸)
- عزب (۱۹۹۹)
- تکامل (فیلم) (۲۰۰۱)
- بگو اینطور نیست (۲۰۰۱)
- مدرسه راک (۲۰۰۳)
- سانتای بد (۲۰۰۳)
- اشراف (فیلم) (۲۰۰۵)
- دشت بزرگ بندر (۲۰۰۷)
- آدم‌های بامزه (۲۰۰۹)
- قدیس جان از لاس وگاس (۲۰۰۹)
- ماپت‌ها (۲۰۱۱)
- این والس از آن تو (۲۰۱۱)
- رالف خرابکار (۲۰۱۲)
- یک میلیون راه برای مردن در غرب (۲۰۱۴)
- ستاره‌های پاپ: هرگز متوقف نمی‌شوند (۲۰۱۶)
- مشت‌زدن به هنری (۲۰۱۶)
- کتاب هنری (۲۰۱۷)
- نبرد دو جنس (فیلم) (۲۰۱۷)
- رالف خرابکار ۲ (۲۰۱۸)
- هرج‌ومرج فضایی: میراث جدید (۲۰۲۱)
- بالا رو نگاه نکن (۲۰۲۱)
- با من ازدواج کن (۲۰۲۲)
- فیلم برگری باب (۲۰۲۲)
- مایسترو (۲۰۲۳)